# Victoria Abril
Victoria Abril (Madrid, 4 juli 1959), is een Spaanse actrice waarvan de echte naam Victoria Mérida Rojas is. In Spanje is ze ook bekend als zangeres, in andere landen staat ze vooral bekend als chica Almodóvar ("Almodóvarmeisje") omdat ze vier films met de bekende regisseur Pedro Almodóvar gemaakt heeft.

## Biografie
Van jongs af aan was ze erg geïnteresseerd in dans en deed ze aan ballet. Haar eerste optreden voor het televisiepubliek was in 1976 voor de Spaanse televisie als presentatrice van een spelshow. Ervaring met films had ze toen al, want op vijftienjarige leeftijd had ze al meegewerkt aan de film Obsesión, en uiteindelijk zou ze vooral bekend worden als filmactrice. Er kwamen steeds meer filmrollen en inmiddels heeft ze al een lange lijst films op haar naam staan, waarvan tien onder regie van Vicente Aranda. Aangezien ze goed Engels en Frans spreekt heeft ze ook mee kunnen doen aan veel niet-Spaanse producties, vooral Franse (onder meer drie films onder regie van Gérard Jugnot), maar ze heeft ook in Hollywood gewerkt.
In 1979 deed ze een poging om Spanje te mogen vertegenwoordigen op het Eurovisiesongfestival te Jeruzalem. Tijdens de nationale voorronde werd ze met één punt derde achter Betty Missiego die in Israël uiteindelijk tweede werd.
Ze is twee keer getrouwd geweest en heeft van de Franse regisseur Gérard de Battista twee zonen.

## Filmografie (langspeelfilms)
| Jaar | Film                                                          | Regisseur              |
| ---- | ------------------------------------------------------------- | ---------------------- |
| 2020 | La lista de los deseos                                        |                        |
| 2018 | Bernarda                                                      |                        |
| 2016 | Nacida para ganar                                             |                        |
| 2016 | Joséphine s'arrondit                                          | Marilou Berry          |
| 2012 | Mince alors!                                                  | Charlotte de Turckheim |
| 2012 | The Woman Who Brushed Off Her Tears                           |                        |
| 2008 | Musée haut, musée bas                                         | Jean-Michel Ribes      |
| 2008 | Sólo quiero caminar                                           | Agustín Díaz Yanes     |
| 2008 | Leur morale... et la nôtre                                    |                        |
| 2008 | Mejor que nunca                                               |                        |
| 2008 | Óscar, una pasión surrealista                                 |                        |
| 2008 | 48 heures par jour                                            |                        |
| 2006 | El camino de los ingleses                                     | Antonio Banderas       |
| 2006 | Les aristos                                                   | Charlotte de Turckheim |
| 2006 | Tirant lo Blanc                                               | Vicente Aranda         |
| 2005 | Les gens honnêtes vivent en France                            |                        |
| 2004 | Escuela de seducción                                          |                        |
| 2004 | Incautos                                                      |                        |
| 2004 | Cause toujours                                                | Jeanne Labrune         |
| 2004 | El séptimo día                                                | Carlos Saura           |
| 2003 | Kaéna: La Prophétie                                           |                        |
| 2002 | Et après?                                                     |                        |
| 2001 | Sin noticias de Dios                                          | Agustín Díaz Yanes     |
| 2001 | Mari del sud                                                  |                        |
| 2000 | 101 Reykjavík                                                 | Baltasar Kormákur      |
| 1999 | Mon père, ma mère, mes frères et mes sœurs                    |                        |
| 1999 | Entre las piernas                                             |                        |
| 1997 | La femme du cosmonaute                                        | Jacques Monnet         |
| 1996 | Libertarias                                                   | Vicente Aranda         |
| 1995 | Nadie hablará de nosotras cuando hayamos muerto               | Agustín Díaz Yanes     |
| 1995 | Gazon maudit                                                  | Josiane Balasko        |
| 1994 | Casque bleu                                                   | Gérard Jugnot          |
| 1994 | Jimmy Hollywood                                               | Barry Levinson         |
| 1993 | Intruso                                                       | Vicente Aranda         |
| 1993 | Kika                                                          | Pedro Almodóvar        |
| 1992 | Demasiado corazón                                             |                        |
| 1991 | Amantes                                                       | Vicente Aranda         |
| 1991 | Une époque formidable...                                      | Gérard Jugnot          |
| 1991 | Tacones lejanos                                               | Pedro Almodóvar        |
| 1990 | Sandino                                                       |                        |
| 1990 | A solas contigo                                               |                        |
| 1989 | Si te dicen que caí                                           | Vicente Aranda         |
| 1989 | ¡Átame!                                                       | Pedro Almodóvar        |
| 1988 | Ada dans la jungle                                            |                        |
| 1988 | Bâton Rouge                                                   |                        |
| 1988 | Sans peur et sans reproche                                    | Gérard Jugnot          |
| 1987 | El Lute: camina o revienta                                    | Vicente Aranda         |
| 1987 | Barrios altos                                                 |                        |
| 1987 | El juego más divertido                                        |                        |
| 1987 | El placer de matar                                            |                        |
| 1987 | La ley del deseo                                              | Pedro Almodóvar        |
| 1986 | Max mon amour                                                 | Nagisa Oshima          |
| 1986 | Terno secco                                                   |                        |
| 1985 | Padre nuestro                                                 |                        |
| 1985 | La hora bruja                                                 |                        |
| 1985 | Tiempo de silencio                                            | Vicente Aranda         |
| 1984 | La noche más hermosa                                          |                        |
| 1984 | On the Line                                                   |                        |
| 1984 | Rouge-Gorge                                                   |                        |
| 1984 | After Darkness                                                |                        |
| 1983 | Las bicicletas son para el verano                             |                        |
| 1983 | L'addition                                                    |                        |
| 1983 | Le voyage                                                     |                        |
| 1982 | Asesinato en el Comite Central                                | Vicente Aranda         |
| 1982 | Entre paréntesis                                              |                        |
| 1982 | La colmena                                                    | Mario Camus            |
| 1982 | Sem sombra de pecado                                          |                        |
| 1982 | Le bâtard                                                     |                        |
| 1982 | J'ai épousé une ombre                                         | Robin Davis            |
| 1982 | La lune dans le caniveau                                      | Jean-Jacques Beineix   |
| 1981 | Comin' at Ya!                                                 |                        |
| 1981 | La batalla del porro                                          |                        |
| 1981 | La guérilléra                                                 |                        |
| 1980 | La muchacha de las bragas de oro                              | Vicente Aranda         |
| 1980 | Mater Amatísima                                               |                        |
| 1980 | Le cœur à l'envers                                            |                        |
| 1980 | Mieux vaut être riche et bien portant que fauché et mal foutu |                        |
| 1980 | La casa del paraíso                                           |                        |
| 1977 | Doña Perfecta                                                 |                        |
| 1977 | Esposa y amante                                               |                        |
| 1976 | Robin and Marian                                              | Richard Lester         |
| 1976 | El hombre que supo amar                                       |                        |
| 1976 | Caperucita roja                                               |                        |
| 1976 | El puente                                                     |                        |
| 1976 | Cambio de sexo                                                | Vicente Aranda         |
| 1975 | Y le llamaban Robin Hood                                      |                        |
| 1974 | Obsesión                                                      |                        |

## Prijzen
- Goya voor de beste vrouwelijke hoofdrol - gewonnen in 1995, genomineerd in 1986, 1987, 1988, 1989, 1990, 1991 en 2001.
- Goya voor de beste vrouwelijke bijrol, genomineerd in 2004
- Filmfestival van San Sebastian - Gouden schelp in 1987 en 1995
- Filmfestival van Berlijn - Zilveren beer in 1991